# 泉福寺 (江戸川区東小松川)

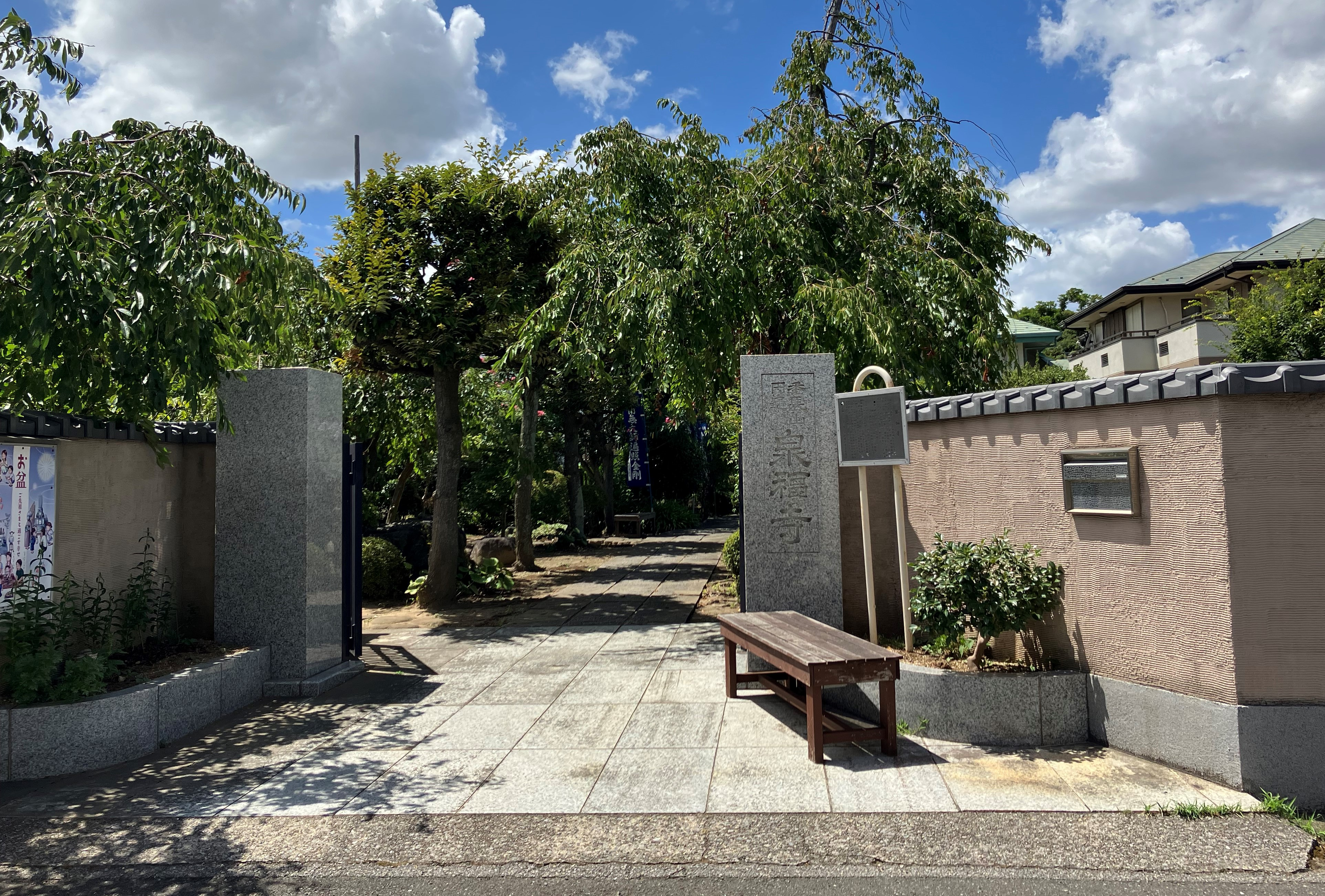
門

泉福寺（せんぷくじ）は、東京都江戸川区にある真言宗豊山派の寺院。

## 歴史
戦国時代後期、賢専法印（1559年・永禄2年寂）によって開山された。善照寺の末寺として創建された。かつては「専福寺」と表記されることもあった。
1945年（昭和20年）の空襲で建物が焼失したため、1970年（昭和45年）に鉄筋コンクリート造に再建されている。
当寺には板碑が所蔵されている。1846年（弘化3年）に境内で発見されたものである。現在は江戸川区の文化財に指定されている。

## 文化財
- 板碑・徳治三年三月日銘 - 江戸川区指定有形文化財・歴史資料、昭和58年3月15日告示[3]

## 交通アクセス
- 船堀駅より徒歩24分。